# Říkovice
Říkovice, bis 1996 Řikovice (deutsch Rzikowitz, 1939–1945 Rikowitz) ist eine Gemeinde in Tschechien. Sie liegt acht Kilometer südlich von Přerov und gehört zum Okres Přerov.

## Geographie
Říkovice befindet sich linksseitig der Moštěnka in der Obermährischen Senke (Hornomoravský úval). Am östlichen Ortsrand verläuft die Bahnstrecke Přerov – Břeclav, die Bahnstation Říkovice liegt am südöstlichen Ortsausgang. Anderthalb Kilometer östlich verläuft seit 2010 die Autobahn D 1, deren weitere nach Norden führende Trasse ab Přestavlky noch nicht hergestellt ist.
Nachbarorte sind Bochoř, Záhatí, Lověšice und Horní Moštěnice im Norden, Dobrčice und Přestavlky im Nordosten, Stará Ves im Osten, Němčice, Rymice, Količín und Pravčice im Südosten, Hulín und Břest im Süden, Žalkovice im Südwesten, Kyselovice, Polňák und Záříčí im Westen sowie Kanovsko, Vlkoš und Věžky im Nordwesten.

## Geschichte
Die erste gesicherte schriftliche Erwähnung von Richowicz erfolgte 1274 in einer Lehnsurkunde des Olmützer Bischofs Bruno von Schauenburg für Heinrich und Gunter von Brandeis. Die Identität des Dorfes mit der in der Schenkungsurkunde Herzog Ottos I. 1167 zugleich mit Pamětice und Vážany genannten gleichnamigen Ortschaft ist nicht belegbar und erscheint von der geographischen Lage her zweifelhaft. Im Jahre 1328 wurde der Ort als Rykouicz und 1437 als Rzikowicz bezeichnet. Im Jahre 1476 erwarben die Vladiken von Dobrčice das Gut. Sie machten die Feste Rzikowicz zu ihrem Sitz und nannten sich fortan Rzikowsky von Dobrzicz (Říkovský z Dobrčic). Das Geschlecht hielt den Besitz über 300 Jahre bis zu seinem Aussterben im Jahre 1786. 1790 kaufte Wenzel Graf Ugarte das Gut, im Jahre 1796 erbten es seine Söhne Aloys, Klemens und Joseph. Anschließend wechselten die Besitzer des Gutes häufig. Aus dem Jahre 1608 ist der Ortsname als Ržykowicz und von 1718 als Ržykowitz überliefert. Gefarrt war das Dorf nach Vlkoš.
Nach der Aufhebung der Patrimonialherrschaften bildete Řikowitz / Řykowice ab 1850 eine Gemeinde in der Bezirkshauptmannschaft Kremsier. 1854 erwarben Peter von Chlumecký und seine Brüder Victor, Johann und Hugo die Güter. Ab 1872 wurde das Dorf als Rzikowitz / Řikovice und seit 1881 nur noch als Řikovice bezeichnet. Seit 1880 gehört die Gemeinde zum Bezirk Prerau. Die Straße nach Vlkoš wurde 1882 gebaut. Die Familie Chlumecký verkaufte ihren Besitz 1918 und wanderte nach Österreich aus. Das Schloss wurde in der zweiten Hälfte des 20. Jahrhunderts zu einer Schule umgebaut. 
1976 wurde das Dorf an Horní Moštěnice angeschlossen. Die Grundschule in Řikovice wurde 1978 geschlossen. Im Jahre 1989 bildete Řikovice wieder eine eigene Gemeinde. Seit dem 28. Mai 1996 führt die Gemeinde den amtlichen Namen Říkovice. Am 8. Juli 1997 wurde Říkovice von einem Jahrhunderthochwasser der Moštěnka überflutet. Nachdem die Überflutung am 12. Juli im Wesentlichen wieder abgeklungen war, schwollen am 18. Juli sowohl die Bečva als auch die Moštěnka wieder an, wobei letztere am nächsten Tage wegen des Rückstaus einen halben Meter über die noch aufgeweichten Dämme stieg. Nach dem Rückgang der Pegel wurde am 22. Juli 1997 die Hochwasserwarnung aufgehoben. Seit 2002 führt die Gemeinde ein Wappen und Banner.

## Ortsgliederung
Für die Gemeinde Říkovice sind keine Ortsteile ausgewiesen.

## Sehenswürdigkeiten
- Kirche der hl. Anna, erbaut 1909
- Statue des hl. Johannes von Nepomuk aus dem Jahre 1719, sie wurde im Jahre 2000 restauriert und auf ihren heutigen Standort innerhalb des Dorfes versetzt.
- Barockschloss Říkovice mit Park, errichtet 1720 für die Brüder Johann Wenzel und Wilhelm Rzikowsky von Dobrzicz. Es dient heute als Kindergarten, Bücherei, Jugendklub und Turnsaal
- Denkmal für die Opfer des Ersten Weltkrieges, geschaffen 1930 anlässlich des 80. Geburtstages des Präsidenten T.G. Masaryk